# سینگی دزونگ (بوتان)
سینگی دزونگ (به لاتین: Singye Dzong) یک منطقهٔ مسکونی در بوتان (کشور) است که در Lhuntse District واقع شده‌است.